# صموئيل بولز
صموئيل بولز (بالإنجليزية: Samuel Bowles)‏ (و. 1939  م) هو اقتصادي، وأستاذ جامعي أمريكي، ولد في نيو هيفن، كونيتيكت.

## التعليم
تعلم في جامعة هارفارد، وجامعة ييل، وجامعة ماساتشوستس في أمهرست.

## جوائز
حصل على جوائز منها:
- جائزة ليونتييف لتعزيز آفاق الفكر الاقتصادي  [لغات أخرى]‏ (2006)[2]
- زمالة غوغنهايم.